# Син Оклахоми
Син Оклахоми  (англ. Son of Oklahoma) - вестерн 1932 року режисера Роберта Н. Бредбері. В головній ролі Боб Стіл. 

## У ролях
- Боб Стіл - Ден Клейтон
- Джосі Седжвік - Мері Клейтон, відома як Дробовик Мері
- Кармен Лару - Аніта Вердуго
- Джуліан Ріверо - Дон Мануель Вердюго
- Роберт Шоманс - Джон Клейтон, відомий як Сайлент Джек Клей
- Генрі Рокмор - продавець
- Ерл Двайр - Рей Брент

## Зовнішні посилання
- Son of Oklahoma на сайті IMDb (англ.)
- synopsis на сайті AllMovie (англ.)